# Sport & Leisure Swifts FC
Sport & Leisure Swifts Football Club is een Noord-Ierse voetbalclub uit Belfast.
De club werd in 1978 opgericht als Sport & Leisure FC en is vernoemd naar het bedrijf van de oprichter Ulster Sport & Leisure Club. De naam Swifts werd later toegevoegd toen een groep spelers van Belfast Swifts FC bij de club kwam.
De club speelde in de County Down Premier League en de Dunmurry League, voordat ze in 1990 toetrad tot de Northern Amateur League. Vanaf 2009 komt de club uit in de IFA Championship 2.
Ballymacash Rangers ·
Banbridge Town ·
Coagh United ·
Dergview ·
Dollingstown ·
Knockbreda ·
Lisburn Distillery ·
Moyola Park ·
Portstewart ·
Queens University ·
Rathfriland Rangers ·
Tobermore United ·
Warrenpoint Town